# Sporting Clube Farense
Sporting Clube Farense je portugalski nogometni klub iz gradića Fara i najstariji je klub iz pokrajine Algarve.
Utemeljen je 1. travnja 1910. godine.

## Rivalstvo
Farense je rival s lokalnim klubovima iz pokrajine Algarve, s Olhanenseom i Portimonenseom.

## Vanjske poveznice
- Site oficial dos adeptos South Side Boys  Arhivirana inačica izvorne stranice od 9. rujna 2005. (Wayback Machine)
- Site não oficial do Sporting Clube Farense[neaktivna poveznica]